# CanJet Airlines
CanJet Airlines war eine kanadische Charterfluggesellschaft mit Sitz in Halifax.

## Geschichte
CanJet wurde 1999 gegründet und nahm im Jahr 2000 den Flugbetrieb auf. Bis zum 10. September 2006 waren auch Linienflüge im Programm, die dann aber zugunsten des Charterverkehrs eingestellt wurden.
Für die Wintersaison verleaste die deutsche TUIfly ab dem 8. Dezember 2007, ab dem 9. Februar 2008 und ab dem 24. Januar 2010 jeweils mehrere ihrer Boeing 737-800 an CanJet Airlines, die dabei jeweils ihre Bemalung behielten. In ihrer Geschichte betrieb CanJet bisher Flugzeuge der Baureihen Boeing 737-200, -300 und -500 sowie die Boeing 737-800, die bis zum Ende betrieben wurde.
Im April 2015 gab CanJet bekannt, aus wirtschaftlichen Gründen 70 Prozent des Personals zu entlassen und fünf von sechs Flugzeugen stillzulegen. Gründe dafür seien das schlecht verlaufene Geschäft mit den seit 2014 angebotenen Urlaubspaketen sowie der Verlust eines Leasingvertrags mit Air Transat. Im September 2015 wurde der Flugbetrieb schließlich ganz eingestellt und sämtliche Piloten und Flugbegleiter entlassen.

## Ziele
CanJet bot ab 2006 keine regulären Linienflüge mehr an. Es wurden Charterflüge, beispielsweise für Reiseveranstalter, innerhalb Nordamerikas sowie in die Karibik und nach Südamerika angeboten.

## Flotte
Am Ende bestand die Flotte aus sechs Boeing 737-800, wobei fünf davon schon im April 2015 stillgelegt waren. Das Durchschnittsalter der Flugzeuge betrug 13,5 Jahren.